# Gimcheon Korea Expressway Corporation Hi-Pass
Gimcheon Korea Expressway Corporation Hi-Pass (koreanska: 김천 한국도로공사 하이패스) är en professionell volleybollklubb för damer baserad i staden Gimcheon, Norra Gyeongsang i Sydkorea. Klubben grundades 1970 och tävlar sedan 2005 på professionell nivå i V-League, vilken är det högsta serien för volleyboll i Sydkorea. Klubbens hemmaarena heter Gimcheon Gymnasium och har en kapacitet på 5 145 åskådare. Laget har blivit mästare en gång sedan V-League startades 2005. Innan klubben flyttade till Gimcheon inför säsongen 2015-16, har laget varit baserat både i Gumi och i Seongnam. 

## Historia

### Tidigare namn
- Korea Highway Corporation Women's Volleyball Club (1970-2005)
- Gumi Korea Highway Corporation Volleyball Club (2005-2009)
- Gumi Korea Expressway Corporation Hi-pass Zenith (2009-2010)
- Seongnam Korea Expressway Corporation Hi-pass Zenith (2010-2015)
- Gyeongbuk Gimcheon Hi-pass (2015-2017)
- Gimcheon Korea Expressway Corporation Hi-Pass (2017- )

## Meriter
- V-League

Vinnare (1): 2017−18
Finalister (4): 2005, 2005−06, 2014−15, 2018−19
- KOVO Cup

Vinnare (1): 2011
Finalister (4): 2006, 2008, 2010, 2017

## Statistik
| Gyeongbuk Gimcheon Hi-pass | Gyeongbuk Gimcheon Hi-pass | Gyeongbuk Gimcheon Hi-pass | Gyeongbuk Gimcheon Hi-pass | Gyeongbuk Gimcheon Hi-pass | Gyeongbuk Gimcheon Hi-pass | Gyeongbuk Gimcheon Hi-pass | Gyeongbuk Gimcheon Hi-pass |
| Liga                       | Säsong                     | Slutspel                   | Grundserie                 | Grundserie                 | Grundserie                 | Grundserie                 | Grundserie                 |
| Liga                       | Säsong                     | Slutspel                   | Placering                  | SM                         | VM                         | FM                         | P                          |
| -------------------------- | -------------------------- | -------------------------- | -------------------------- | -------------------------- | -------------------------- | -------------------------- | -------------------------- |
| V-League                   | 2005                       | Finalister                 | 1                          | 16                         | 12                         | 4                          | 28                         |
| V-League                   | 2005–06                    | Finalister                 | 2                          | 28                         | 17                         | 11                         | 17                         |
| V-League                   | 2006–07                    | Semifinal                  | 2                          | 24                         | 16                         | 8                          | 16                         |
| V-League                   | 2007–08                    | Kvalificerade ej           | 4                          | 28                         | 11                         | 17                         | 11                         |
| V-League                   | 2008–09                    | Kvalificerade ej           | 5                          | 28                         | 8                          | 20                         | 8                          |
| V-League                   | 2009–10                    | Kvalificerade ej           | 5                          | 28                         | 4                          | 24                         | –                          |
| V-League                   | 2010–11                    | Semifinal                  | 2                          | 24                         | 15                         | 9                          | –                          |
| V-League                   | 2011–12                    | Semifinal                  | 2                          | 30                         | 19                         | 11                         | 49                         |
| V-League                   | 2012–13                    | Kvalificerade ej           | 4                          | 30                         | 17                         | 13                         | 43                         |
| V-League                   | 2013–14                    | Kvalificerade ej           | 4                          | 30                         | 13                         | 17                         | 38                         |
| V-League                   | 2014–15                    | Finalister                 | 1                          | 30                         | 20                         | 10                         | 59                         |
| V-League                   | 2015–16                    | Kvalificerade ej           | 5                          | 30                         | 13                         | 17                         | 41                         |
| V-League                   | 2016–17                    | Kvalificerade ej           | 6                          | 30                         | 11                         | 19                         | 33                         |
| V-League                   | 2017–18                    | Vinnare                    | 1                          | 30                         | 21                         | 9                          | 62                         |
| V-League                   | 2018–19                    | Finalister                 | 2                          | 30                         | 20                         | 10                         | 56                         |
| V-League                   | 2019–20                    | Säsongen avbruten          | 6                          | 26                         | 7                          | 19                         | 22                         |
| V-League                   | 2020–21                    | Kvalificerade ej           | 4                          | 28                         | 13                         | 17                         | 41                         |